# Urophycis mystacea
Urophycis mystacea är en fiskart som beskrevs av Miranda Ribeiro, 1903. Urophycis mystacea ingår i släktet Urophycis och familjen fjällbrosmefiskar. Inga underarter finns listade i Catalogue of Life.